# Horror Express
Horror Express (prt: O Comboio do Terror ou O Expresso do Terror) é um filme de horror de 1973 de produção hispano-britânica dirigido por Eugenio Martín.

## Sinopse
Thriller de horror não exibido nos cinemas brasileiros. Na China de 1906, o antropólogo inglês Alexander Saxton (Lee) descobre um fóssil que ele supõe ser um intermediário entre o homem e o macaco, nas montanhas geladas e decide enviá-lo para a Europa. Na estação, Saxton confronta seu rival, Dr. Wells (Cushing), que começa a se preocupar com a descoberta após a morte misteriosa de um ladrão interessado no caixote do fóssil. Na viagem ferroviária do transiberiano ocorrem outras mortes estranhas que levam os dois cientistas a crerem que o fóssil pertenceria a um extraterrestre. Savalas interpreta um oficial cossaco, Kazan, que tenta auxiliar na busca da estranha criatura que se apossa da mente das pessoas através dos olhos.

## Elenco
- Christopher Lee (Professor Alexandre Saxton)
- Peter Cushing (Dr. Wells)
- Telly Savalas (Capitão Kazan)
- Alberto de Mendoza (Padre Pujardov)
- Silvia Tortosa (Condessa Irina Petrovska)
- Julio Peña (Inspetor Mirov)
- Angel del Pozo (Yevtushenko)
- Helga Liné (Natasha)
- Alice Reinheart (Senhorita Jones)
- George Rigaud (Conde Maryan Petrovski)
- Juan Olaguivel (a criatura)

## Lançamento

### Portugal
O filme estreou nos cinemas portugueses a 14 de novembro de 1974.
Foi editado em VHS por Decia Carvalho em 1986.
Também esteve disponível no videoclube do Meo e no canal Super 8 da Vodafone.